# NGC 2919
NGC 2919 (другие обозначения — UGC 5102, MCG 2-25-7, ZWG 63.13, IRAS09321+1030, PGC 27232) — спиральная галактика в созвездии Льва. Открыта Вильгельмом Темпелем в 1877 году.
Этот объект входит в число перечисленных в оригинальной редакции «Нового общего каталога».
В галактике вспыхнула сверхновая SN 1998ar типа II. Её пиковая видимая звёздная величина составила 18,4.
В галактике вспыхнул кандидат в сверхновые AT2019enr.